# Best Years Of Our Lives
«Best Years Of Our Lives» -en español: «Los mejores años de nuestra vida»- es una canción del cantante y guitarrista, Evan Taubenfeld, es un sencillo de lo que podría ser su próximo disco. Cuenta con la colaboración de la cantante y mejor amiga del intérprete, Avril Lavigne.

## Lanzamiento
El lanzamiento del sencillo fue en octubre del 2011 en un concierto de The Black Star Tour durante su paso por Canadá.

Estoy muy nervioso. La única persona que me pone nervioso es Avril, porque, en mi opinión, ella es la persona con más talento del mundo entero.
Evan Taubenfeld en The Black Star Tour.

## Antecedentes
La canción fue escrita por Evan Taubenfeld hace muchos años, cuando el y Avril vivían en Canadá. 
Luego, en 2011, Evan quiso regrabar esta canción junto a Avril, ya que ella es su mejor amiga de adolescencia y la canción trata sobre aquello; cuando las amistades se rompen y separan, pero luego se vuelven a retomar. 
La canción ha tenido una gran aceptación por parte de los fanes de Avril, y cada vez más suma mayor cantidad de adeptos.
El sencillo fue lanzado en iTunes pero aún no está confirmado un vídeo anexo al sencillo, ni en que álbum vendrá la canción.